# 霹雳增二
霹雳增二，即双鱼座2（2 Psc）是双鱼座的一个聚星系统，视星等为+5.43，距离地球约300光年。